# Johann Nathanael Lieberkühn
Johann Nathanael Lieberkühn (5 de septiembre de 1711, Berlín–7 de octubre de 1756, Berlín) fue un médico alemán.
Lieberkühn estudió teología inicialmente, y luego se pasó a la física, en particular, la mecánica. Sólo después de que esto, es que el comenzó medicina. En 1739  se muda a Leiden, Países Bajos, y entonces un año más tarde a Londres y París. Luego d esto,regresó a Berlín como miembro del Collegium medico-chirurgicum,  el cuerpo médico tenía la misión de mejorar la enseñanza y ciencia de medicina heredada por el Sacro Imperio Romano, haciendo instrumentos matemáticos y ópticos y trabajando como profesor y doctor médico.
Además su trabajo fisiológico, Lieberkühn era conocido por su trabajo en la preparación de especímenes médicos—estos era todavía presentado hasta el decimonoveno siglo, especialmente en Moscú, como obras maestras. Sus especímenes estuvieron preparados principalmente con inyecciones de fluidos que contienen cera a cavidades de cuerpo, creando relativamente formas duraderas.  Las Criptas de Lieberkühn (glándulas intestinales) está nombrado para él; primero describió estos en detalle en De fabrica et actione vollorum intestinorum tenuium hominis, en 1745. Más allá esto, Lieberkühn produjo instrumentos ópticos, más allá desarrollando el microscopio ligero, el cual  fue visto por primera vez en Ámsterdam. Sus microscopios hechos de encargo para estudiar los vasos sanguíneos se apellidaron "Wundergläser", ‘espejos maravilla' por sus contemporáneos
En 1755, Lieberkühn fue elegido un miembro extranjero de la Real Academia de las Ciencias de Suecia.